# Президентські вибори у США 1976
Президентські вибори в США 1976 року проходили після відходу у відставку Річарда Ніксона внаслідок гучного скандалу в «Вотергейті». Маловідомий політик, колишній губернатор Джорджії Джиммі Картер було висунуто від демократів. Республіканським кандидатом був Джеральд Форд, що став президентом після відходу Ніксона. Картер вів передвиборчу кампанію як кандидат, не пов'язаний з політичною елітою, і реформатор. Форд ж зіткнувся з погіршенням економічного становища і з критикою на свою адресу з приводу того, що він амністував Ніксона «за всі злочини, які він міг вчинити». У результаті виборів Картер здобув перемогу з невеликою перевагою і став вперше з 1848 року президентом, представником південного штату.

## Вибори

### Результати
| Кандидат       | Партія                        | Виборці    | Виборці | Виборники |
| Кандидат       | Партія                        | Кількість  | %       | Виборники |
| -------------- | ----------------------------- | ---------- | ------- | --------- |
| Джиммі Картер  | Демократична партія           | 40 831 881 | 50,1 %  | 297       |
| Джеральд Форд  | Республіканська партія        | 39 148 634 | 48,0 %  | 240       |
| Рональд Рейган | Республіканська партія        | -          | -       | 1         |
| Юджин Маккарті | незалежний                    | 740 460    | 0,9 %   | 0         |
| Джон Хосперс   | Лібертаріанська партія        | 172 553    | 0,2 %   | 0         |
| Лестер Меддокс | Американська незалежна партія | 170 274    | 0,2 %   | 0         |
| Томас Андерсон | Американська партія           | 158 271    | 0,2 %   | 0         |
| Пітер камей    | Соціалістична робоча партія   | 83 380     | 0,1 %   | 0         |
| інші           |                               | 218 525    | 0,3 %   | 0         |
| Всього         | Всього                        | 81 531 584 | 100 %   | 538       |